# Flikbrunört
Flikbrunört (Prunella laciniata) är en växtart i familjen kransblommiga växter.